# Tội ác do thù hận
Tội ác do thù hận, còn được gọi là tội phạm có động cơ thành kiến hoặc tội phạm do thành kiến, là tội phạm có động cơ thành kiến xảy ra khi thủ phạm nhắm vào nạn nhân vì họ là thành viên (hoặc thành viên được nhận thức) của một nhóm xã hội hoặc thuộc một chủng tộc nhất định.
Ví dụ về các nhóm như vậy có thể bao gồm, và hầu như chỉ giới hạn ở dân tộc, khuyết tật, ngôn ngữ, quốc tịch, ngoại hình, tôn giáo, bản dạng giới hoặc khuynh hướng tình dục. Các hành động phi tội phạm được thúc đẩy bởi những lý do này thường được gọi là "sự cố thành kiến".
"Tội ác do thù hận" thường đề cập đến các hành vi phạm tội được coi là có động cơ bởi thành kiến chống lại một hoặc nhiều nhóm xã hội được liệt kê ở trên hoặc bởi thành kiến chống lại các phái sinh của họ. Sự cố có thể bao gồm hành hung thân thể, giết người, thiệt hại tài sản, bắt nạt, quấy rối, lạm dụng bằng lời nói (bao gồm cả lời nói tục tĩu) hoặc lăng mạ, tội ác với bạn đời, hình vẽ bậy hoặc thư xúc phạm (thư căm thù).
Luật chống tội phạm do thù hận là luật nhằm ngăn chặn bạo lực có động cơ thành kiến. Luật chống tội phạm căm thù khác với luật chống ngôn từ kích động thù địch: luật chống tội phạm căm thù tăng cường các hình phạt liên quan đến hành vi đã bị coi là tội phạm theo các luật khác, trong khi luật về phát ngôn thù hận hình sự hóa một thể loại lời nói.